# Brug 445
Brug 445 is een vaste brug in Amsterdam-Oost.
De brug vormt de verbinding tussen de Panamalaan en de Entrepotdokkade. Een brug hier werd wenselijk bij het uitgraven van het Nieuwe Entrepotdok. Daarbij werd een kort kanaal gegraven tussen de Entrepothaven (toen Nieuwe Entrepotdok) en de Nieuwevaart.
Voor het verkeer kwam er de brug 352, voor het spoor naar het Amsterdamse abattoir een spoorbrug voor het vee. Aan de Entrepothaven kwamen echter ook pakhuizen voor allerlei goederen en daar was ook een spoorverbinding voor nodig. De goederensporen waren een aftakking van de spoorlijn Amsterdam – Hilversum, even ten noorden van die Nieuwevaart. Een paar meter voordat het spoor het kanaaltje kruiste richting Cruquiusweg splitste het opnieuw. De zuidelijke spoorbrug lag vlak naast brug 352, de noordelijke tak op ongeveer tien meter.
Toen het abattoir vertrok werd de zuidelijke tak afgebroken en ook de brug. Wanneer de noordelijke tak verdween is niet exact bekend (na 1979), maar de spoorbrug bleef als een soort relikwie liggen. Er rijdt al lang geen trein meer over, het dient alleen tot voetbrug. In 2014 diende zij tevens als noodbrug voor de in reparatie zijnde brug 352. Ze diende tevens tot 2010 tot de toegang tot het stadsdeelkantoor van stadsdeel Zeeburg. Ten oosten van de brug staan nog twee bakstenen pilaren ter herinnering aan de toegangspoorten van de veemarkt.

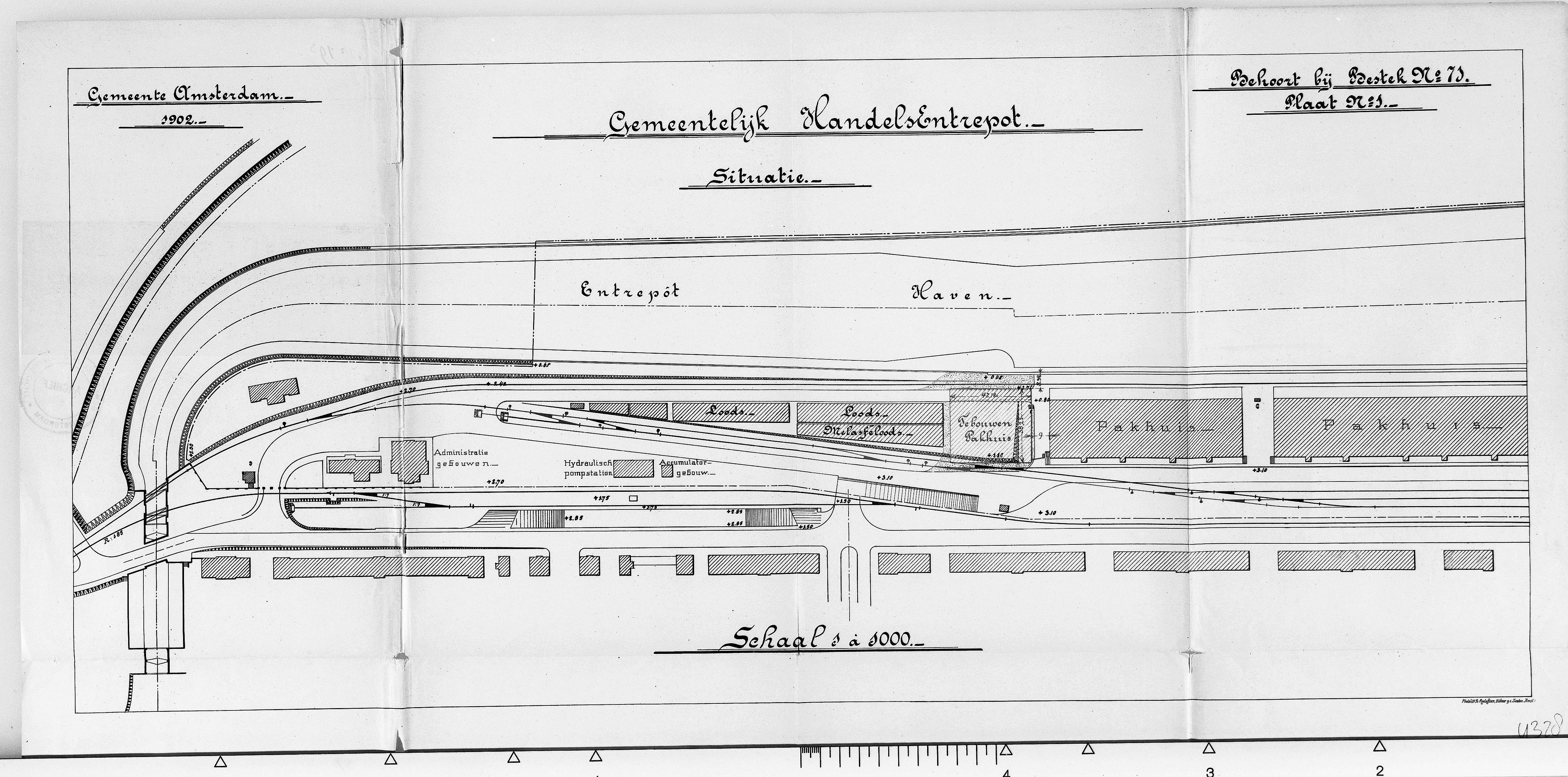
Plattegrond van de situatie in 1902 met links midden de drie bruggen (twee voor spoor, een voor wegverkeer).

<<< · 400 · 401 · 402 · 403 · 404 · 405 · 406 · 407 · 408 · 409 · 410 · 411 · 413 · 414 · 415 · 416 · 417 · 418 · 419 · 420 · 421 · 422 · 423 · 424 · 425 · 427 · 429 · 430 · 431 · 432 · 433 · 434 · 435 · 436 · 437 · 438 · 439 · 440 · 441 · 442 · 443 · 444 · 445 · 446 · 447 · 448 · 449 · 450 · 451 · 452 · 453 · 454 · 455 · 456 · 457 · 458 · 459 · 460 · 461 · 462 · 463 · 464 · 465 · 466 · 469 · 470 · 471 · 472 · 473 · 474 · 475 · 476 · 478 · 479 · 480 · 482 · 483 · 485 · 486 · 487 · 488 · 489 · 490 · 491 · 492 · 493 · 494 · 495 · 496 · 497 · 499 · >>>
Brugnummers 412, 426, 428, 467, 468, 477, 481, 484 en 498 zijn niet (meer) vergeven.